# Никол Лотарингска
Никол Лотарингска (на френски: Nicole de Lorraine; * 3 октомври 1608, Нанси; † 2 февруари 1657, Париж) е от 1 август 1624 до 21 ноември 1625 г. херцогиня на Лотарингия и Бар и чрез женитба от 1625 до 1634 г.

## Живот
Тя е голямата дъщеря на Анри II Добрия (1608 – 1624), херцог на Лотарингия и Бар, и Маргарита Гонзага (1591 – 1632), дъщеря на Винченцо I Гонзага, херцог на Мантуа. Понеже баща ѝ няма син, планува да постави Никол за негова последничка.
Никол Лотарингска се омъжва на 23 май 1621 г. за своя братовчед Карл от Водемон (1604 – 1675) от 1625 г. като Карл IV херцог на Лотарингия и Бар. Бракът е бездетен.
През 1634 г. Никол е единственият член на херцогската фамилия, останал в херцогството след инвазията на франзузите. Тя е арестувана и на 21 април 1634 г. заведена във Фонтенбло. През 1635 г. нейният съпруг се разделя от нея. Църквата не признава развода.
Никол живее през последните си години в Париж, където умира на 2 февруари 1657 г.